# Dorothy Levitt
Dorothy Elizabeth Levitt, nacida como Dorothy Elizabeth Levi, (Hackney, Londres; 5 de enero de 1882 – Marylebone, Londres; 18 de mayo de 1922) fue una piloto de automovilismo británica. Levitt fue una pionera de renombre en varias áreas socio-deportivas tales como la emancipación femenina, la conducción femenina de automóviles y el automovilismo. También fue la competidora más exitosa de Gran Bretaña, motonauta victoriosa, poseedora del récord acuático de velocidad y del récord femenino de tierra. Fue descrita como la primera inglesa en competir en una prueba de motor, si bien la francesa Camille du Gast ya había participado en la carrera de París a Berlín dos años antes.
Levitt fue conocida como escritora de automoción, periodista y activista; e instruyó a la Reina Alejandra y a las princesas reales en la conducción de automóviles. En 1905 estableció el récord de distancia femenino al conducir un De Dion-Bouton de Londres a Liverpool en un recorrido de ida y vuelta en dos días. Más tarde, ese mismo año, estableció el récord de velocidad femenino en tierra en la ciudad de Brighton y, al año siguiente, lo elevó a 90,88 mph (146,26 km/h) en la prueba de velocidad de Blackpool (Blackpool Speed Trial). Por ello fue nombrada por la prensa como "La chica más rápida del mundo" (Fastest Girl on Earth) y "La Piloto Automovilista Campeona del Mundo" (Champion Lady Motorist of the World).

I never think of the danger. That sort of thing won't do. But I know it is omnipresent. The slightest touch of the hand and the car swerves, and swerves are usually fatal. But I am a good gambler, and always willing to take the chance.
Nunca pienso en el peligro. Eso no es para mí, aunque reconozco que es omnipresente. El más ligero toque con la mano puede hacer que el auto gire y los virajes son generalmente fatales. Pero soy una buena apostadora y siempre estoy dispuesta a tomar riesgos.
Dorothy Levitt, noviembre de 1906

En su libro "La mujer y el automóvil: un manual amigable para todas las mujeres que compiten en automovilismo o desean hacerlo" (The Woman and the Car: A chatty little handbook for all women who motor or who want to motor), escribió que las mujeres deberían "llevar un pequeño espejo de mano en un lugar conveniente cuando conduzcan", para que "puedan levantarlo de vez en cuando para ver hacia atrás cuando conduzcan en medio del tráfico"; y así inventó el espejo retrovisor antes de que este fuera introducido por los constructores de automóviles en 1914.  También aconsejó a las mujeres que viajaban solas que portaran un revólver.

## Relaciones familiares y primeros años
Levitt nació bajo el nombre Dorothy Elizabeth Levi (o Elizabeth Levi, Elizabeth Levit, o Dorothy Elizabeth Levitt) en Hackney, en 1882, como judía sefardí. Fue la hija de Jacob Levi, un judío comerciante de té o agente comisionista en Colvestone Crescent, Hackney, quien, de acuerdo al censo de 1891, nació en Aldgate, Londres, presumiblemente en 1851. Aparentemente Jacob ya había cambiado su nombre a John Levit para el censo de 1901. La madre de Dorothy, Julia Raphael, nació en Aldgate el 31 de octubre de 1856 (o posiblemente en 1858) y se casó con Jacob Levi en el hotel "Seyds" de Finsbury en marzo de 1877. Jacob se habría retirado al campo (posiblemente a Sussex) en 1901 o 1906, y murió en Brighton en 1934. Julia falleció en Brighton en 1942.
Sus abuelos paternos fueron Leman (Lemon) Levi (nacido en Portsmouth en 1804, fallecido en 1895), un joyero de Colvestone Crescent 18, Hackney, Londres, quien se casó con Elizabeth Meyers (1816–1893) en la Gran Sinagoga de Whitechapel en 1833. Tuvieron 10 hijos incluyendo al padre de Dorothy, Jacob (quien también usó los nombres Jack & John). Los abuelos maternos de Dorothy Levitt fueron Joseph Raphael (nacido en 1807, en Portsmouth; fallecido el 7 de noviembre de 1893, en Londres) y Elizabeth Sewill (nacida en 1818, en Liverpool; fallecida en 1897, in Londres).
Levitt tuvo dos hermanas, Lilly (nacida el 6 de marzo de 1878, en Londres; fallecida el 8 de abril de 1879) y Elsie Ruby Levi/Levitt, quien nació en 1892 en Islington; contrajo matrimonio con Mark Solomon Clarence Lewis en Willesden, en 1917, y falleció en Montpelier Crescent, Brighton en enero o marzo de 1942 (a veces se menciona que fue en 1959 o 1963).
Antes de ser reconocida por su participación en el automovilismo, Levitt fue reconocida como una destacada amazona. En la "Enciclopedia para la Mujer" (Every Woman's Encyclopaedia) se menciona que S.F. Edge, el dueño de Napier Cars, le aconsejó entrar en la profesión automovilística; después de seis meses, Levitt ya conocía el mecanismo de un automóvil. Inicialmente fue contratada como secretaria del taller Napier & Son en Vine Street, Lambeth.
En el caso judicial de 1903 en el que estuvo involucrada, dio un domicilio en Leconfield Road, Londres, aproximadamente a una milla (1,6 km) de distancia del domicilio familiar en Colvestone Crescent, Hackney.
En 1913, Levitt vivió en la mansión Portman (Portman Mansions) de la calle Chiltern, en Marylebone (de acuerdo al directorio telefónico).

## Feminista pionera y piloto de automovilismo

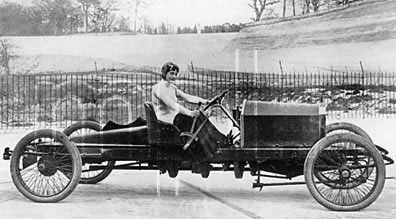
Dorothy Levitt en un Napier de 26 CV en Brooklands, 1908

En el libro "El automóvil y la sociedad británica: clase, género y competición, 1896-1939" (The car and British society: class, gender and motoring, 1896–1939) Sean O'Connell describió a Levitt como la mejor piloto conocida de todas las primeras mujeres automovilistas en una era en la que los prejuicios masculinos en contra de las mujeres automovilistas fue tipificado por un artículo en la revista Autocar en 1905, en el que se opinaba que se esperaba que "sea arrebatado de las manos de... quienes quieren ser hombres". Por ello, en el prefacio a la primera edición del libro de Levitt The Woman and the Car: A chatty little handbook for all women who motor or who want to motor se manifestó:

The public, in its mind's eye, no doubt figures this motor champion as a big, strapping Amazon. Dorothy Levitt is exactly, or almost so, the direct opposite of such a picture. She is the most girlish of womanly women.
El público, en su opinión, no duda en ver a esta campeona automovilista como una grande y robusta amazona. Dorothy Levitt es exactamente - o casi-, lo contrario a tal imagen. Ella es la más femenina de todas las mujeres.

Levitt fue descrita como "delgada por naturaleza, insegura y retraída, casi tímida". En su libro declaró que "(quizá) haya placer en tomar whisky por ahí con amigos y parientes o... con el chofer, pero el verdadero placer intenso solo se alcanza cuando se conduce el automóvil propio".
Tanto el libro como la columna periodística de Levitt en The Graphic describían su estilo de vida atípico en la época eduardiana: una soltera independiente y privilegiada, que vivía en el oeste de Londres con sus amigos y era esperada solícitamente por dos sirvientes.

## Selwyn Edge, su mentor
Todavía es incierto el inicio de la relación de Levitt con su mentor, Selwyn Edge (S. F. Edge), ya que hay diferentes y variadas versiones al respecto y tanto Levitt como Edge parecen haber "estado orientados por su afán de autopromoción". La influencia de Edge en la carrera de Levitt fue muy grande, ya que, al haber reconocido su carácter, incitó su carrera en el automovilismo, organizó su entrenamiento en París, le proporcionó automóviles para promover su negocio y, así mismo, le facilitó lanchas motoras. También se sospecha que fue su amante por un tiempo.
De acuerdo a una entrevista de noviembre de 1906 con el semanario Penny Illustrated Paper, Levitt (miembro de una vieja familia acomodada) describió haber sido presentada a Edge "cuando tenía veinte años" ("hace cinco"). Después de aconsejarle que hiciera una carrera en el automovilismo, le organizó una capacitación de seis meses con un fabricante de automóviles francés en París, donde aprendió todos los aspectos de la construcción y la conducción de automóviles. Tras su regreso a Londres, instruyó en la conducción de automóviles a otras mujeres, como a la Reina Alejandra, a las princesas reales (Luisa, Victoria y Maud), así como a duquesas, condesas y a "simples americanas". Es posible que su preparación en Francia le hubiese sido impartida en la fábrica de un amigo y socio de Edge, Adolphe Clément-Bayard, quien producía los automóviles y bicicletas Clément-Gladiator en su fábrica pionera localizada en Levallois-Perret, al noroeste de París.
De acuerdo con el libro "Napier, el primero en usar el verde" (Napier, The First to Wear the Green, por David Venables), Levitt fue contratada con la misión de trabajar para Edge en 1902 o 1903 como "secretaria de emergencia".
Por su parte, Jean Francois Bouzanquet afirmó en su libro Fast Ladies: Female Racing Drivers 1888 to 1970, que Levitt era miembro del equipo de Napier en Vine Street, Lambeth, Londres, donde llamó la atención de Edge.

Selwyn Edge, Director of the Napier Car Company and famous racing driver ... spotted Miss Dorothy Levitt amongst his staff, a beautiful secretary with long legs and eyes like pools. In a bid to promote his cars ... Edge decided that she should take part in a race, though first he had to teach her to drive. She surpassed his expectations by winning her class in the 1903 Southport Speed Trial, and proved such a good driver that she was taken on by De Dion for a major publicity stunt.  At the Hereford Thousand Miles Trial in 1904, Dorothy posed before members of the press, delighted by her uncommonly glamorous racing outfit, holding a snappy Pomeranian dog that barked ferociously at all the other competitors – who got their own back the following day by sporting hideous toy dogs attached to the bonnets during the races
Selwyn Edge, director de la Compañía de Automóviles Napier y famoso piloto de carreras... notó la presencia de la señorita Dorothy Levitt entre los miembros de su equipo; era una secretaria hermosa con piernas largas y ojos como piscinas. En una decisión arriesgada para promover sus automóviles... Edge decidió que ella debería tomar parte en una carrera, aunque primero tendría que enseñarle a conducir. Levitt sobrepasó sus expectativas al ganar en su categoría en las pruebas de velocidad de Southport en 1903 y demostró ser tan buena conductora, que fue contratada por De Dion para realizar un acto publicitario importante. En la prueba de las Mil Millas de Hereford en 1904, Levitt posó ante miembros de la prensa, quienes estaban encantados con su atípico y glamuroso atuendo de carreras, que incluía sostener en brazos a un perro pomeranio que ladraba ferozmente a los otros competidores y quienes consiguieron su propio respaldo canino al atar horribles perros de juguete al capó de sus automóviles durante las carreras.
Jean François Bouzanquet,

Levitt fue tanto piloto como publicista de Napier Cars, propiedad de Selwyn Edge, así como para su distribuidora de las marcas Gladiator y De Dion.

## Motonáutica

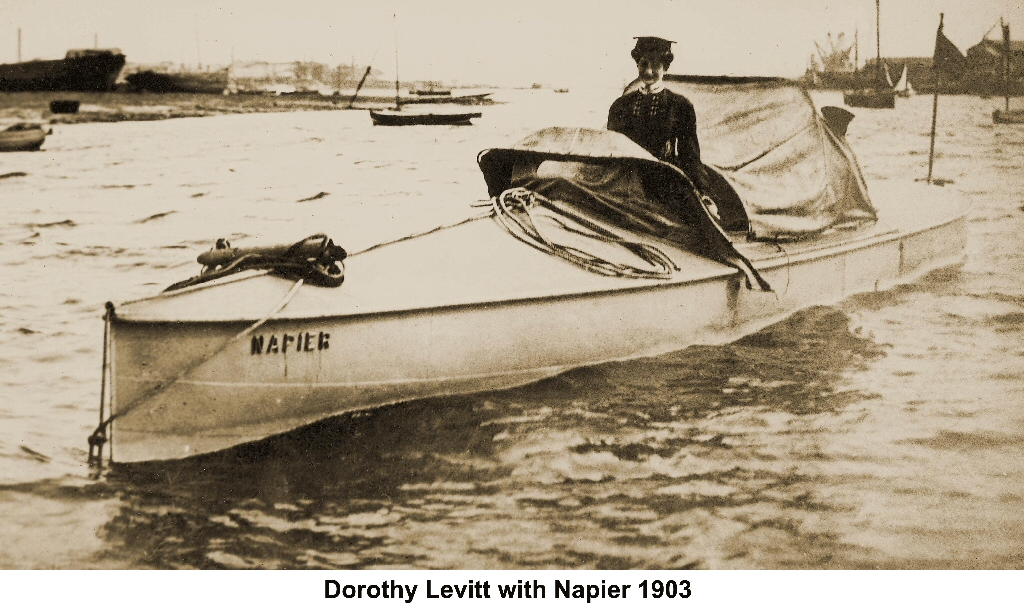
Dorothy Levitt conduciendo una lancha motora Napier, 1903

En julio de 1903 (posiblemente el día 12), Levitt ganó la carrera inaugural del Trofeo Británico Internacional Harmsworth (British International Harmsworth Trophy) para lanchas motoras en Cork Harbour, Irlanda, derrotando al rival francés Trefle-A-Quatre. Estableció el primer récord mundial de velocidad sobre el agua al alcanzar 19,3 mph (31,1 kilómetros por hora) en una lancha de la marca Napier, con casco de acero, 40 pies (12,2 metros) de eslora, motor de 75 CV y una hélice de 3 hojas.
Selwyn Edge era tanto el dueño de la lancha como participante con ella, por ello el trofeo fue grabado con su nombre, "S. F. Edge". El tercer miembro de la tripulación, Campbell Muir, posiblemente también pudo conducir la lancha. Un artículo publicado en el Cork Constitution el 13 de julio informaba de que "un gran número de espectadores vio la primera milla desde el paseo del club de yates y en Cork, varios miles de personas estaban reunidas a ambos lados del río para ver la llegada."
En agosto de 1903, Levitt manejó la lancha rápida Napier en Cowes y ganó la carrera. Después fue requerida en el yate real por el rey Eduardo VII, donde la felicitó por su coraje y habilidades; conversaron, entre otras cosas, del rendimiento del motor y de su potencial para ser utilizado por el ejército.
Más adelante, el mismo mes, viajó a Trouville, en Francia, y ganó la Copa Gastón Menier (Gaston Menier Cup). La misma fue descrita como "una carrera muy competida, contra los mejores del mundo", y Levitt ganó la carrera descrita como el "campeonato mundial marítimo de cinco millas" (five mile world's championship of the sea) y el premio de 1750 dólares.
En octubre de 1903 regresó a Trouville con la lancha Napier y ganó el Campeonato de los Mares (Championship of the Seas). El gobierno francés, al igual que hiciera el rey Eduardo VII, reconoció el mérito del diseño de la lancha y la compró por 1000 libras esterlinas.

## Automovilismo

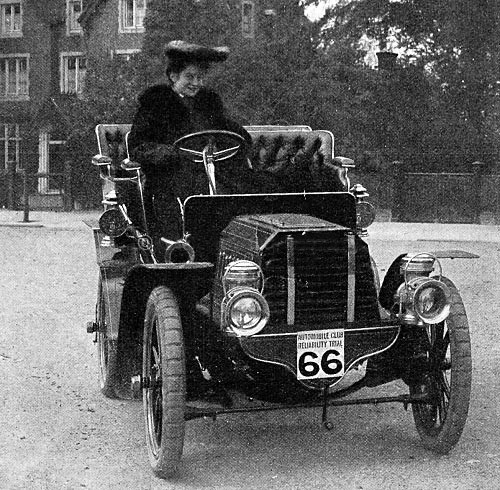
Dorothy Levitt y el automóvil Gladiator de 12 hp que condujo en 1903 en varias pruebas de resistencia.

### 1903
En abril, fue considerada la primera inglesa en tomar parte en una "competición de automovilismo". En su diario, Levitt escribió: "Primera inglesa en tomar parte en una competición de automovilismo. No gané. Lo haré mejor la próxima vez".
En mayo compitió en la carrera Glasgow-Londres, conduciendo el Gladiator de 16 hp de S. F. Edge y acumuló 994 de 1.000 puntos.
El 25 de julio, en la carrera de subida de montaña Sun-Rise Hill Climb, efectuada cerca de Edgehill, en Warwickshire, fue, oficialmente, la pasajera de S. F. Edge, porque su automóvil Gladiator no pudo iniciar la carrera.
El 2 de octubre, Levitt ganó en su categoría (de automóviles que costaban entre £400 y £550 libras esterlinas) en la Prueba de Velocidad de Southport (Southport Speed Trials) conduciendo el Gladiator de S.F.Edge's. Las eliminaciones tuvieron lugar el viernes 2 y las finales al día siguiente. causando estupor en la sociedad británica al ser la primera mujer, una secretaria, en competir en una carrera automovilística. Llamó la atención por correr con una gabardina larga que hacía juego con su sombrero y velo.

### 1904
En septiembre, Levitt condujo un automóvil De Dion de 8 caballos de fuerza en la prueba 1000 Millas de Autos Ligeros de Hereford (Hereford 1000 Miles Light Car Trial) completamente sola, sin mecánicos. En su diario escribió que "...hice todo yo misma sin parar por cinco días". Solo los problemas mecánicos que tuvo el último día de la competencia evitaron que ganara la medalla de oro otorgada al triunfador de la misma.
La edición del 5 de septiembre de The Times reportó lo siguiente:

It is satisfactory to note that no cars disappeared from the list, although one of the De Dions – the one driven by Miss Dorothy Levitt – which had up to Saturday afternoon run without any loss of marks, came to a standstill owing to a needle valve in the carburetter[sic] (which regulates the flow of petrol) getting loose and consequently closing. The trouble took more than the official 20 minutes to locate, with the result that not only did the car lose its chance of any non-stop award, but the fellow to it was also cut out, as similar cars have to run as a team. This was hard on both drivers after a week's work.
Es satisfactorio reportar que ningún coche desapareció de la lista, aunque uno de los De-Dion, el conducido por la Srita. Dorothy Levitt, el cual había corrido sin perder ningún punto hasta el sábado, quedó parado por un problema con el carburador (que regula el flujo de gasolina). La ubicación del problema tomó más de los veinte minutos autorizados, lo que no solamente derivó en la imposibilidad de ganar un premio por efectuar una carrera continua, sino que también fue descalificado el copiloto, ya que los autos similares tenían que correr en equipo. Este resultado fue decepcionante para ambos conductores después de una semana de arduo trabajo.

En octubre ganó dos medallas en la Prueba de Velocidad de Southport (Southport Speed Trials), en Blackpool, conduciendo un Napier de 50cv o 20cv (un auto de la categoría "turismos", con precios entre £750 y £1200 libras esterlinas en ese tiempo), en segundo lugar, detrás de un Leon Bollee Syndicate de 40hp.

### 1905
.

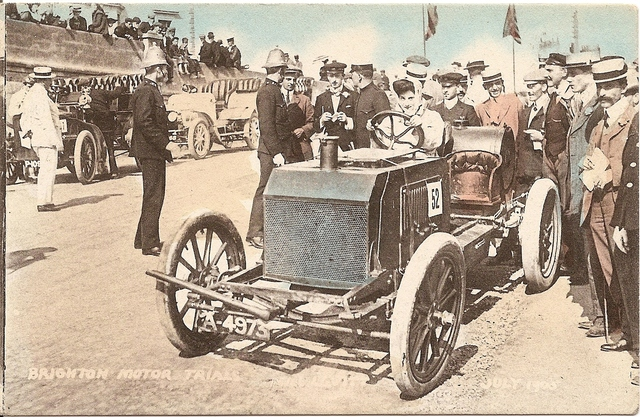
Dorothy Levitt conduciendo un Napier en la inauguración de la Prueba de Velocidad de Brighton (Brighton Speed Trials) en julio de 1905, donde estableció un nuevo récord femenino de velocidad de 79.75 mph (aprox. 128,35 kph), ganó en su categoría y ganó el trofeo Autocar Challenge Trophy

En febrero o marzo, Levitt estableció un nuevo récord para "el recorrido más largo hecho por una mujer" al conducir un De Dion-Bouton de 8cv de Londres a Liverpool y de regreso en dos días, sin la ayuda de un mecánico pero acompañada de un testigo oficial, su mascota el perrito Dodo, y un revólver. El 29 de marzo partió de la sala de exhibición de De-Dion en la calle Great Marlborough de Londres a las 07 de la mañana, llegó a Coventry a las 11:36 a. m. (un recorrido de 94 millas de distancia o 151,28 km aproximadamente), y llegó al Hotel Adelphi en Liverpool a las 6:10 p.m., habiendo completado las 205 millas (329,9 km) en poco más de 11 horas. Al día siguiente hizo el recorrido de regreso. (Nota: En Liverpool vivía su abuela materna.)  En su diario escribió que hizo el recorrido en dos días, a una velocidad promedio de 20 mph (aprox. 32,19 kph) a través del recorrido total de 411 millas (aprox. 661 km).
En mayo ganó una carrera sin paradas en la Prueba de Escocia (Scottish Trials) conduciendo su De Dion de 8 cv. En su diario escribió que esta prueba "se desarrolló por caminos montuosos y muy difíciles en las tierras altas."
En julio, Levitt estableció su primer récord femenino de velocidad cuando compitió en la edición inaugural de la Prueba de Velocidad de Brighton (Brighton Speed Trials), en la cual condujo un Napier de 80 cv a una velocidad de 79,75 millas por hora. Ganó su categoría, todas las etapas del recorrido y el trofeo Autocar Challenge. En su diario escribió que "derroté a muchos pilotos profesionales... conduje a un promedio de 77.75 millas en la copa Daily Mail"
También condujo un Napier K5 en desarrollo de 100 hp en la Prueba de Velocidad de Blackpool (Blackpool Speed Trials).
Por su éxito y habilidades le fue ofrecido un automóvil preparado de fábrica de la marca Mors durante el Trofeo de Turismos RAC (RAC Tourist Trophy) en su edición inaugural en la Isla de Man, pero no pudo aceptar debido a la prohibición de Selwyn Edge, quien buscaba así proteger la reputación de la marca Napier. Irónicamente, J. S. Napier ganó la edición de 1905 de esa prueba a bordo de un automóvil Arrol Johnson, superando a 40 competidores.

### 1906
El momento más importante para Levitt en ese año fue su participación en la Prueba de Velocidad de Blackpool, en octubre, cuando rompió su propio récord de velocidad, establecido en Brighton un año antes. Esta vez registró una velocidad de 90.88 mph (146.25 km/h) recorriendo un kilómetro a bordo de un Napier de 100 hp, un modelo de desarrollo del Napier K5-L48. Por ello fue descrita como la "chica más veloz el mundo" ("Fastest Girl on Earth") y la "piloto automovilista campeona del mundo" ("Champion Lady Motorist of the World").  En su diario anotó:

Broke my own record and created new world's record for women at Blackpool.  Ninety horse-power six cylinder Napier.  Racing car. Drove at rate of 91 miles an hour.  Had near escape as front part of bonnet worked loose and, had I not pulled up in time, might have blown back and beheaded me.  Was presented with a cup by the Blackpool Automobile Club and also a cup by S. F. Edge, Limited.
Rompí mi propio récord y establecí uno nuevo para las mujeres en Blackpool. Napier de 90 cv y seis cilindros. Auto de carrera. Conduje a 91 millas por hora (146,45 kph). Casi tuve un accidente cuando la parte frontal del capó se soltó y, si no hubiera frenado a tiempo, podría haber volado y haberme golpeado en la cabeza. El Club de Automovilismo de Blackpool me regaló una copa y otra más me la dio S.F. Edge, limitada.
Dorothy Levitt. October 1906.

Otros registros en su diario: junio de 1906 – Subida de montaña de Shelsey Walsh, Worcestershire. Terminé en el sexto lugar. Napier de 50 cv. Mi auto fue el único que compitió sin [llantas] antiderrapantes. El auto casi se estrella con un montículo gracias a eso y a las condiciones del camino. En la clase Open estableció el récord femenino de 92.4 segundos, 12 segundos más rápida que el ganador masculino y cerca de tres minutos más rápida que el récord anterior de la Srita. Larkins. Su récord permaneció intacto hasta 1913.
En julio compitió en la subida de montaña de Aston Clinton, cerca de Tring, en Buckinghamshire, finalizando en la tercera posición en un Napier de 50 caballos de fuerza.
Levitt no tuvo éxito en una carrera contra un automóvil de vapor de la marca White Motor Company conducido por Frederic A. Coleman, de Camden, Londres.
En noviembre, después de establecer su nuevo récord mundial, Levitt fue objeto de un reportaje a página completa en el Penny Illustrated Paper titulado "Las sensacionales aventuras de la Srita. Dorothy Levitt, Piloto Automovilista Campeona del Mundo" (The Sensational Adventures of Miss Dorothy Levitt, – Champion Lady Motorist of the World). En el artículo se describió su carrera y se escribió acerca de sus sensaciones al viajar las "terribles velocidades" de récord mundial.

Wonderful. One can hardly describe one's sensations. There is a feeling of flying through space. I never think of the danger. That sort of thing won't do. But I know it is omnipresent. The slightest touch of the hand and the car swerves, and swerves are usually fatal. But I am a good gambler, and always willing to take the chance. In going that pace, the hardest thing is to keep in the car. Half the time the wheels don't touch the ground at all, and when they do touch you must be prepared to take the shock and lurch, else out you will go. It is far harder work to sit in the car than to ride a galloping horse over the jumps in a steeplechase. When I made the records I was in the car alone. I prefer it.
Maravilloso. Es difícil describir las sensaciones. Hay una sensación de volar a través del espacio. Nunca pienso en el peligro. Eso no es para mí, aunque reconozco que es omnipresente. Pero soy una buena apostadora y siempre estoy dispuesta a tomar riesgos. A esa velocidad, lo más difícil es controlar el auto. La mitad del tiempo las llantas no tocan el suelo y se debe estar preparado para absorber el impacto del aterrizaje, de otra forma, uno se sale del auto. Es más difícil mantenerse sentado en un automóvil que en un caballo galopando y brincando sobre vallas. Cuando establecí los récords estuve sola en el auto, me gusta más así.
Dorothy Levitt, November 1906.

### 1907

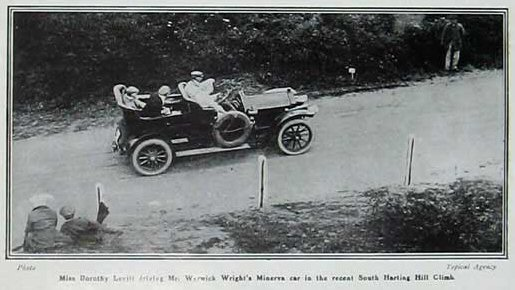
Dorothy Levitt lleva a Warwick Wright e invitados en su automóvil Minerva durante la carrera de montaña de South Harting, en West Sussex, en 1907.

En 1907, el recién estrenado circuito de Brooklands no aceptó su registro, a pesar de estar respaldado por S. F. Edge, y continuó rechazando el registro de mujeres hasta el año siguiente. Por ello decidió enfocarse en Europa, alcanzando grandes éxitos en Francia y Alemania conduciendo para Napier.
En mayo, terminó en el segundo lugar de la Competencia de Exhibición de la Prueba de Velocidad en Bexhill on Sea Speed Trial, efectuada a lo largo de la costa. Levitt condujo su De Dion de 8 CV.
En junio ganó una medalla de oro en la Carrera Trofeo Herkomer, de 1.818 kilómetros de  recorrido efectuada en Alemania, donde terminó en el cuarto lugar general entre 172 competidores, y en el primero de mujeres en todas las competencias. En su diario quedó registrado que condujo "un Napier con motor de seis cilindros y 60 CV. Había 42 automóviles con máquinas mucho más grandes que la que yo tuve".
En octubre ganó su categoría en la subida de montaña de Gaillon, en Francia, conduciendo un Napier de 40 CV y seis cilindros.  En su diario anotó que ganó "por 20 segundos. El gradiente de la montaña era de uno en diez en promedio."

### 1908
Su calendario en 1908 fue muy intenso y exitoso y en Brooklands se permitió la participación de mujeres. En junio condujo une Napier de 45 hp para ganar el trofeo de plata en la Prueba Trofeo Herkomer (Herkomer Trophy Trial) en Alemania.
En julio su Napier de 60 hp fue el segundo más rápido de entra más de 50 competidores en la subida de montaña de Aston Clinton, en Buckinghamshire.
En agosto compitió en la subida de montaña de La Côte du Calvaire, en Trouville, Francia.

## Pionera en la aviación

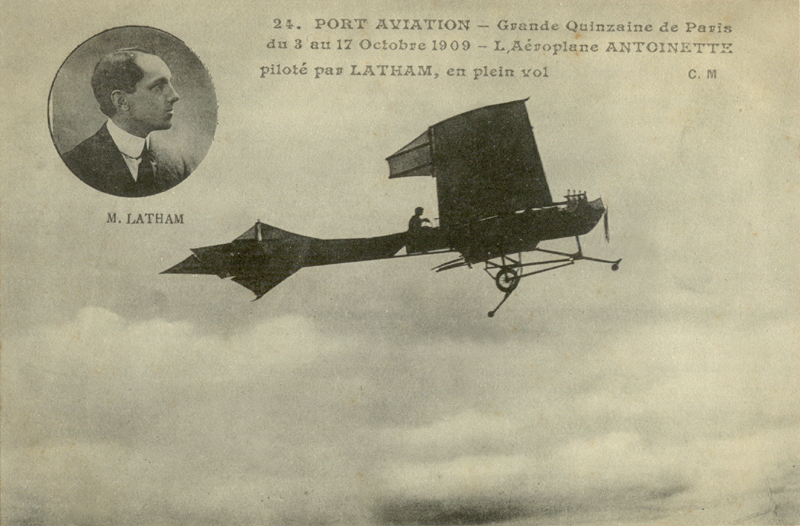
Hubert Latham y su monoplano "Antoinette IV" en la Grande Quinzaine de Paris, efectuada del 3 al 17 de octubre de 1909. Este es el tipo de avión en el que Dorothy Levitt intentó obtener su licencia de piloto aviadora.

En 1909 Dorothy Levitt intentó obtener la licencia de piloto aviadora en la escuela de aviación Hubert Latham en Châlons Camp Mourmelon-le-Grand, entre Châlons-en-Champagne y Rheims, en Francia. Lo intentó junto con Marie Marvingt y la baronesa Raymonde de Laroche, la única mujer en obtener licencia de aviadora en el monoplano de la marca "Antoinette", el cual era muy difícil de pilotar. Levitt fue miembro del Club Aéreo del Reino Unido (The Aero Club of the United Kingdom) en enero de 1910 y dio una charla en el Restaurante Criterion el jueves 3 de marzo de 1910 acerca de su experiencia de aprendizaje de vuelo. Después de esa fecha, nada más se sabe de Dorothy Levitt.

## Periodismo
Levit fue la máxima exponente del "derecho femenino para conducir" y en 1909 publicó el libro "La mujer y el automóvil: un manual amigable para todas las mujeres que compiten en automovilismo o desean hacerlo" (The Woman and the Car: A Chatty Little Hand Book for Women Who Motor or Want to Motor), basada en su columna periodística publicada en The Graphic. También dio muchas charlas para animar a las mujeres a conducir.
Dorothy Levitt intentó contra argumentar los clichés de la supuesta ignorancia mecánica femenina:

I am constantly asked by some astonished people "Do you really understand all the horrid machinery of a motor, and could you mend it if it broke down? ... the details of an engine may sound complicated and look "horrid", but an engine is easily mastered.
Frecuentemente me preguntan "¿De verdad entiende toda la maquinaria horrible de un motor y podría arreglarlo si se descompusiera?, pero una máquina es fácil de controlar.

Su libro contenía muchos consejos, incluyendo la portación de un espejo de mano para "levantarlo ocasionalmente y ver lo que hay detrás". Por ello puede considerarse a Levitt como la pionera del uso del espejo retrovisor antes de que este fuera implementado por los fabricantes de automóviles.

## Conducción pionera

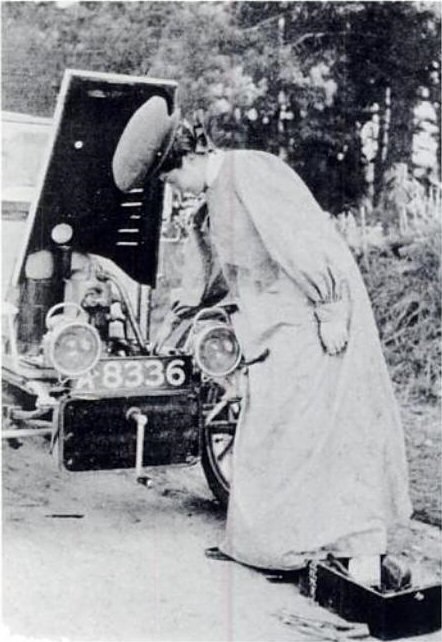
Dorothy Levitt demuestra como preparar el carburador, vestida con una gabardina de trabajo diseñada por ella misma.
Fotografía hecha por Horace Nicholls, para ilustrar la columna de Levitt en el The Graphic y The Woman and The Car. c. 1909

### Manual de conducción
Levitt escribió un manual de conducción dirigido específicamente a las mujeres, el cual se tituló "La mujer y el automóvil: un manual amigable para todas las mujeres que compiten en automovilismo o desean hacerlo" (The Woman and the Car: A chatty little handbook for all women who motor or who want to motor), por Dorothy Levitt, ca. 1909.

## Vida personal
Antes de incursionar en la automoción, Levitt fue conocida como una amazona notable e hizo una referencia directa a su experiencia ecuestre en la prensa: "A esa velocidad, lo más difícil es mantenerse en el auto... es mucho más difícil mantenerse sentado en un auto que en un caballo galopando y brincando obstáculos."
De acuerdo a una entrevista con el Penny Illustrated Paper en noviembre de 1906, Levitt equilibraba "la emoción temeraria del automovilismo disfrutando tranquilamente de la pesca, llegando a describir la pesca de truchas como su deporte favorito. También el póker era su juego favorito y dijo tener mucha experiencia jugando a la ruleta."
Tanto su libro como su columna en The Graphic describían su estilo de vida atípico para la era eduardiana, como mujer independiente, privilegiada, con estudios universitarios que vivía con amigos en la parte este de Londres y atendida por uno o dos sirvientes.

## Fallecimiento
La vida de Dorothy Levitt después de 1910 no se encuentra documentada actualmente y aparentemente murió soltera el 17 de mayo de 1922 en Marylebone, de acuerdo a la sucesión otorgada a su hermana Elsie el 27 de septiembre de 1922 y al registro de defunción. En su registro aparece como Dorothy Elizabeth Levitt y como Dorothy E Levi. Sus bienes fueron valorados en 224 libras esterlinas (aproximadamente 4750 libras en 2010).